# Raduhn
Raduhn este o comună din landul Mecklenburg-Pomerania Inferioară, Germania.